# 하드코어 포르노그래피

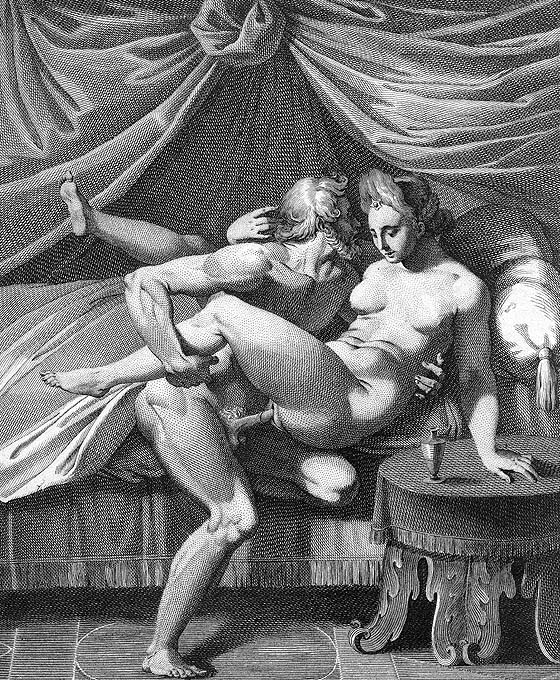
유피테르와 유노를 묘사한 아고스티노 카라치의 16세기 판화는 상세하게 신성한 성적 행위를 묘사하고 있다. 이 판화는 하드코어 포르노그래피에서 흔히 볼 수 있듯이 흥분한 남성과 여성의 성기를 포함한 질 삽입을 보여준다.

하드코어 포르노그래피(hardcore pornography) 또는 하드코어 포르노는 성기 또는 질, 항문, 구강, 또는 수음과 같은 성행위, 사정 또는 페티시 플레이를 상세하게 묘사하는 포르노그래피이다. 이 용어는 덜 노골적인 소프트코어 포르노그래피와 대조된다. 하드코어 포르노그래피는 주로 잡지, 사진, 영화, 그리고 만화의 형태를 취한다. 1990년대 중반부터 하드코어 포르노그래피는 인터넷에서 널리 이용 가능해졌으며, 많은 부분이 무료로 제공되어 이전보다 훨씬 접근하기 쉬워졌다.

## 어원
"하드코어 포르노그래피"와 "경계선 포르노그래피"(또는 "경계선 외설")의 구분은 1950년대와 1960년대 미국 법률가들이 음란죄 법률을 논의하면서 만들어졌다. "경계선 포르노그래피"는 성적인 호기심을 자극했지만, 문학적 또는 예술적 가치와 같은 다른 긍정적인 특성을 가지고 있어 음란법에 의해 허용될 수 있다고 주장될 수 있었다. "하드코어 포르노그래피"는 그러한 가치가 없었고 분명히 금지되었다. Roth v. United States (1957)에서 정부의 변론은 세 가지 유형의 성적인 자료를 구별했다: "명백히 진지한 문학적 의도를 가진 소설", "경계선 엔터테인먼트 ... 잡지, 만화, 누드 출판물 등", 그리고 "누구도 문학적 가치가 있다고 제안하지 않을 하드코어 포르노그래피". 에버하르트와 필리스 크론하우젠은 1959년에 "에로틱 리얼리즘"과 "포르노그래피"를 구별했다. 후자에서는 "주요 목적이 독자의 에로틱한 반응을 자극하는 것이다. 그리고 그것이 전부이다." 가장 유명하게도, 제이코벨리스 대 오하이오 사건 (1964)에서 포터 스튜어트는 다음과 같이 썼다:
나는 오늘 그 간결한 묘사 ["하드코어 포르노그래피"]에 포함된다고 내가 이해하는 자료의 종류를 더 이상 정의하려고 시도하지 않을 것이며, 아마도 지적으로 그렇게 하는 데 결코 성공하지 못할 수도 있다. 그러나 나는 그것을 보면 안다, 그리고 이 사건에 관련된 영화(연인들)는 그것이 아니다.
제이코벨리스 대 오하이오 사건 및 기타 사건들에서 미국 연방 대법원은 "하드코어" 포르노그래피만이 음란죄 법률에 의해 금지될 수 있으며, 나머지는 수정 헌법 제1조에 의해 보호된다고 판결했다. 이로 인해 "경계선 음란물"이라는 범주는 쓸모없게 되었다. 1970년 음란물 및 포르노그래피에 관한 대통령 위원회의 보고서는 다음과 같이 말했다:

성적인 내용을 다루는 우편물 발송자들은 "하드코어 포르노"를 "카메라가 성기에 초점을 맞춘 실제 성교 장면을 사진으로 묘사하고, 법적 방어를 위한 텍스트가 첨부되지 않은 것"으로 정의합니다. 물론 이는 법적인 정의가 아닙니다. 일부 판사들은 "하드코어 포르노"라는 용어를 "법적으로 금지될 수 있는 자료"의 동의어로 사용했습니다. 본 보고서에서는 이 용어를 "언더더카운터(under-the-counter)" 또는 은밀하게 판매되는 자료의 동의어로 사용합니다. 이는 사실상 시장에서 적용되는 하드코어의 정의입니다. 용어의 의미에 대한 혼란은 주로 정의되지 않은 법적 개념에서 비롯되므로, 용어 자체의 사용을 피하는 것이 좋다고 주장할 수 있습니다. 미국에서는 거의 보편적으로 몰래 판매되는 성적 지향 자료의 한 장르가 있습니다. 실제 성교를 사진으로 재현한 것으로, 질 및/또는 구강 삽입을 그래픽하게 묘사한 것입니다. 현재 공개적으로 판매되는 자료와 은밀하게 판매되는 자료의 구분은 매우 불분명해졌습니다.

1970년대부터 중요한 구분은 하드코어 포르노그래피와 소프트코어 포르노그래피 사이였다. 소프트코어 포르노그래피는 시뮬레이션된 성행위를 사용하고 성적인 활동 묘사의 범위와 강도를 제한한다. 예를 들어, 윌리엄 로츨러의 1973년 분류는 에로 영화의 X 등급을 세분화했다: "XXX 등급은 하드코어를 의미하고, XX 등급은 시뮬레이션을 위한 것이며, X 등급은 비교적 온건한 영화를 위한 것이다."

## 역사
현대 포르노그래피의 전신은 20세기 초반 2/3 동안 제작된 은밀한 단편 포르노 영화들을 지칭하는 고전적인 미국 스태그 필름이며, 블루 무비라고도 불렸다. 독특한 스태그 필름의 정확한 전체 목록은 알려져 있지 않지만, 킨제이 연구소의 학자들은 1915년에서 1968년 사이에 약 2000편의 영화가 제작되었다고 추정한다. 스태그 시네마는 하드코어 영화의 한 형태로, 무성 영화이며 보통 한 릴 이하의 분량으로 이루어져 있으며, 미국 내 검열 법규 때문에 불법적으로 제작 및 상영되었다. 여성은 남학생 사교 클럽이나 기타 배타적인 기관과 같은 미국 "흡연실"에서 상영되는 이러한 개인 상영회에서 배제되었다. 유럽에서는 같은 종류의 영화가 매음굴에서 상영되었다. 스태그 필름의 남성 전용 관객의 관람 방식은 시끄러운, 집단적인 성적 농담 및 성적 각성이었다. 영화 역사가들은 스태그 필름을 원시적인 형태의 영화로 묘사하는데, 이는 익명의 아마추어 남성 예술가들이 제작하여 서사적 일관성과 연속성을 달성하지 못했기 때문이다. 오늘날, 이 영화들 중 다수는 킨제이 연구소에 의해 보관되었지만, 대부분은 부패 상태에 있으며 저작권, 실제 제작자 명단, 또는 인정된 저작권자가 없다. 스태그 필름 시대는 1950년대 성혁명의 시작과 함께, 16mm, 8mm, 슈퍼 8과 같은 전후 시대의 새로운 기술의 조합으로 필연적으로 끝났다. 미국 스태그 시네마는 일반적으로 1970년대 중반에 이성애자 남성들(예: 디 라우로와 제럴드 랍킨의 『더티 무비』(1976))에 의해 처음으로 학문적 관심을 받았으며, 최근에는 여성주의자 및 퀴어 문화 역사가들(예: 린다 M. 윌리엄스의 『하드코어: 권력, 쾌락, 그리고 "보이는 것의 광기"』(1989) 및 토마스 워의 『고전 미국 스태그 필름의 남성 친목: 스크린 밖, 스크린 안』(2001))에 의해 다시 주목받았다.

## 합법성
하드코어 포르노그래피의 유통은 20세기 후반까지 많은 국가에서 광범위하게 금지되어 있었으며, 이 시점부터 많은 국가들이 소프트코어 자료의 일부 유통을 허용하기 시작했다. 현재 공급은 일반적으로 영화 등급 시스템뿐만 아니라 판매 지점에 대한 직접적인 규제에 의해 규제된다. 적용 가능한 제한은 DVD, 비디오, 컴퓨터 파일 등의 형태로 영화를 상영하거나 대여, 판매 또는 증여하는 것에 적용된다. 하드코어 포르노그래피의 공개 전시 및 광고는 종종 금지되며, 미성년자에게 공급하는 것도 금지된다.
대부분의 국가들은 포르노그래피 유통에 대한 제한을 완화했는데, 이는 일반적 또는 제한적 합법화를 통해서이거나 금지 법률의 집행 실패를 통해서이다. 대부분의 제한 완화는 국가의 영화 분류 시스템 기준 변경을 통해 이루어졌다. 반포르노 운동은 종종 합법화에 강력히 반대한다. 1969년, 덴마크는 세계 최초로 포르노그래피를 합법화한 국가가 되었다. 미국에서는 헌법상의 언론의 자유와 관련된 포르노그래피에 대한 법적 해석이 주마다, 도시마다 다르다. 하드코어 포르노그래피는 영국에서 2000년 5월에 합법화되었다.

### 영국
The Independent는 2006년에 닐슨 넷레이팅스(Nielsen NetRatings)가 900만 명 이상의 영국 성인 남성이 인터넷 포르노 서비스를 이용했다는 사실을 발견했다고 보도했다. 이 연구는 또한 X 등급 사이트를 방문하는 여성의 수가 105만 명에서 138만 명으로 1/3 증가했다고 보고했다. 2003년 연구에 따르면 모든 영국 인터넷 사용자 중 1/3이 하드코어 포르노에 접속했다.

### 미국
에릭 슐로저의 2005년 연구는 하드코어 포르노 수익이 할리우드의 국내 박스오피스 수익과 일치한다고 추정했다. 하드코어 포르노 비디오, 인터넷 사이트, 라이브 섹스 행위 및 케이블 TV 프로그램은 100억 미국 달러를 창출했으며, 이는 미국 국내 박스오피스 수입과 거의 같았다.

## 사회에 미치는 영향
베를 쿠친스키의 『덴마크의 포르노그래피와 성범죄에 관한 연구』(1970)는 미국 대통령 음란물 및 포르노그래피 위원회가 의뢰한 과학 보고서로, 덴마크에서 포르노그래피를 합법화한 것이 예상과 달리 성범죄 증가로 이어지지 않았음을 밝혀냈다.
2003년 덴마크에서 실시되고 나중에 Archives of Sexual Behavior에 발표된 연구에 따르면 덴마크 남성과 여성은 일반적으로 하드코어 포르노그래피가 그들의 삶에 긍정적인 영향을 미친다고 믿는 것으로 나타났다.